# Mimoides euryleon
Mimoides euryleon är en fjärilsart som först beskrevs av William Chapman Hewitson 1856.  Mimoides euryleon ingår i släktet Mimoides och familjen riddarfjärilar. Inga underarter finns listade i Catalogue of Life.

## Bildgalleri

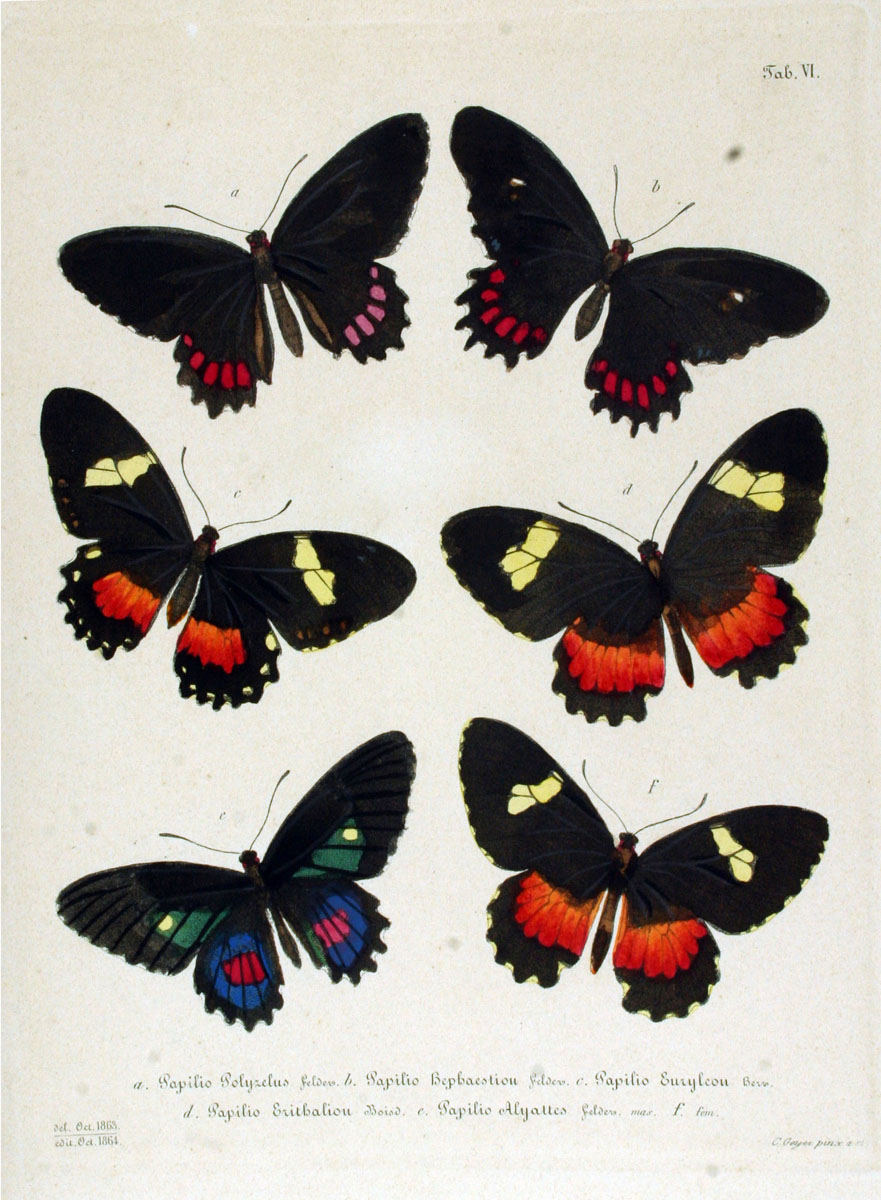
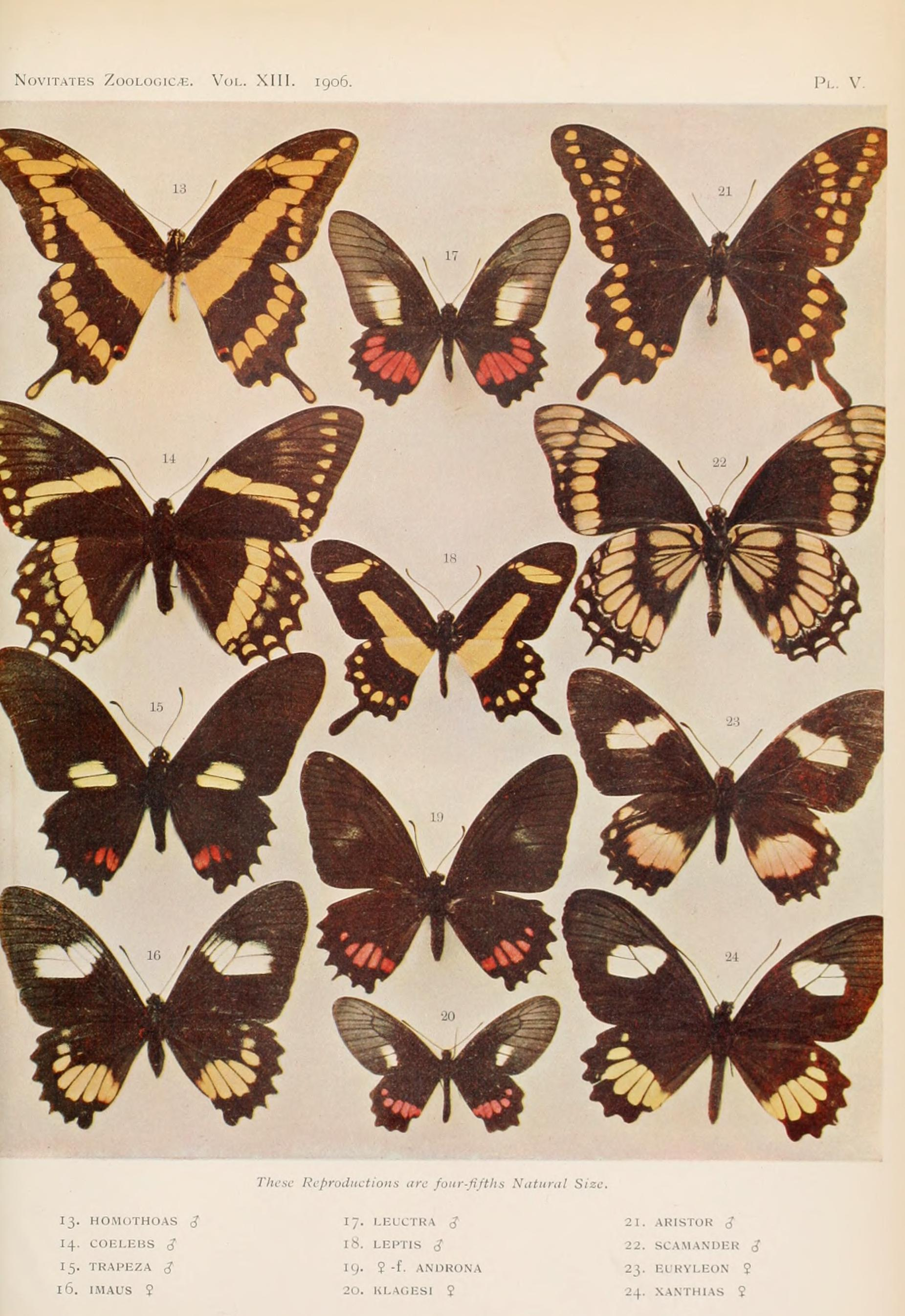